# District de Talas
Pour les articles homonymes, voir Talas.
Le  district de Talas (kazakh : Талас ауданы) est un district de l'oblys de Djamboul au sud-est du Kazakhstan. 

## Géographie
Son centre administratif est la localité de Karataou. 

## Démographie
Sa population est de 132 483 habitants en 2009.